# Щеголёв, Владимир Георгиевич
Владимир Георгиевич Щёголев (в большинстве документов — Щеголев) (12 июня 1921 — 29 июля 1944) — советский лётчик-истребитель во время Великой Отечественной войны, Герой Советского Союза (18.08.1945, посмертно). Командир эскадрильи 162-го истребительного авиационного полка (309-я истребительная авиационная дивизия, 4-я воздушная армия, 2-й Белорусский фронт), капитан.

## Биография
Родился 12 июня 1921 года в рабочем посёлке Радица-Крыловка (ныне посёлок городского типа в составе Брянска) в семье рабочего. Окончил 7 классов и школу фабрично-заводского ученичества при заводе «Красный Профинтерн». Работал слесарем-инструментальщиком на заводе в Брянске. Одновременно учился в городском аэроклубе.
С января 1941 года — на службе в Красной Армии. В 1941 году окончил Армавирскую военную авиационную школу пилотов. Короткое время служил в 20-м запасном авиационном полку под Новосибирском.
С февраля 1942 года сержант В. Г. Щёголев — на фронтах Великой Отечественной войны. Начал войну в составе 431-го истребительного авиационного полка (в мае 1942 года переформирован в 431-й смешанный авиационный полк) в ВВС Западного фронта, летал на истребителе ЛаГГ-3. Сразу проявил себя хорошим воздушным бойцом, уже через несколько дней после прибытия на фронт сбив в паре немецкий истребитель Ме-109. Вскоре освоил истребитель Як-1, на котором в бою 4 августа одержал и свою первую личную победу. Тогда же был ранен.
В феврале 1943 года переведён в 162-й истребительный авиационный полк (1-я воздушная армия, Западный фронт) на должность командира звена, вскоре стал заместителем командира эскадрильи. В этом полку летал на истребителях Як-1, Як-7 и Як-9. Отличился в Курской битве и в Смоленской наступательной операции. К октябрю 1943 года на его счету были уже 12 личных и 3 групповых воздушные победы. В 1943 году вступил в ВКП(б).
В декабре 1943 года назначен командиром эскадрильи 162-го истребительного авиационного полка (309-я истребительная авиационная дивизия, 4-я воздушная армия, 2-й Белорусский фронт).
Капитан Владимир Щёголев совершил более 440 боевых вылетов (из них в составе 431 ИАП/САП к 1942 года — 95 боевых вылетов, в составе 162 ИАП — 344 боевых вылета), проведя около 60 воздушных боёв, сбил 15 самолётов лично и 4 — в группе с товарищами. 29 июля 1944 года был сбит при возвращении с боевого задания парой немецких асов-«охотников» в районе города Белосток (Польша) внезапной атакой из-за облаков. Лётчик пытался выброситься с парашютом, но погиб от удара о стабилизатор.
Был похоронен в местечке Дубно Скидельского района (ныне деревня в Мостовском районе Гродненской области). После войны перезахоронен в братской могиле в городе Скидель (Гродненская область, Белоруссия). Посмертно был представлен к званию Героя Советского Союза командиром полка подполковником П. И. Коломиным.

## Награды
- Герой Советского Союза (18.08.1945)
- Орден Ленина (18.08.1945)
- Три ордена Красного Знамени (5.11.1942, 21.07.1943, 20.10.1943)
- Орден Отечественной войны 2-й степени (6.09.1943)

## Память
- Перед зданием школы № 15 посёлка Радица-Крыловка в Брянске воздвигнут обелиск в честь двух Героев — выпускников школы: гвардии капитана В. Т. Чванова и капитана В. Г. Щёголева.
- Именем Героя названа улица в рабочем посёлке Радица-Крыловка, где родился Щёголев.
- Также в его честь названа улица в городе Скиделе (Беларусь).